# Lijst van nummer 1-hits in Italië in 1985
Deze hits stonden in 1985 op nummer 1 in de Hit Parade Italia, de bekendste hitlijst in Italië.
| Datum        | Artiest         | Titel                        |
| ------------ | --------------- | ---------------------------- |
| 5 januari    | George Michael  | Careless whisper             |
| 12 januari   | George Michael  | Careless whisper             |
| 19 januari   | George Michael  | Careless whisper             |
| 26 januari   | Band Aid        | Do they know it's Christmas? |
| 2 februari   | Band Aid        | Do they know it's Christmas? |
| 9 februari   | Band Aid        | Do they know it's Christmas? |
| 16 februari  | Duran Duran     | The wild boys                |
| 23 februari  | Luis Miguel     | Noi ragazzi di oggi          |
| 2 maart      | Luis Miguel     | Noi ragazzi di oggi          |
| 9 maart      | Luis Miguel     | Noi ragazzi di oggi          |
| 16 maart     | Eros Ramazzotti | Una storia importante        |
| 23 maart     | Eros Ramazzotti | Una storia importante        |
| 30 maart     | Eros Ramazzotti | Una storia importante        |
| 6 april      | Eros Ramazzotti | Una storia importante        |
| 13 april     | USA for Africa  | We are the world             |
| 20 april     | USA for Africa  | We are the world             |
| 27 april     | USA for Africa  | We are the world             |
| 4 mei        | USA for Africa  | We are the world             |
| 11 mei       | USA for Africa  | We are the world             |
| 18 mei       | USA for Africa  | We are the world             |
| 25 mei       | USA for Africa  | We are the world             |
| 1 juni       | USA for Africa  | We are the world             |
| 8 juni       | USA for Africa  | We are the world             |
| 15 juni      | USA for Africa  | We are the world             |
| 22 juni      | USA for Africa  | We are the world             |
| 29 juni      | Duran Duran     | A view to a kill             |
| 6 juli       | Duran Duran     | A view to a kill             |
| 13 juli      | Duran Duran     | A view to a kill             |
| 20 juli      | Duran Duran     | A view to a kill             |
| 27 juli      | Duran Duran     | A view to a kill             |
| 3 augustus   | Duran Duran     | A view to a kill             |
| 10 augustus  | Paul Hardcastle | 19                           |
| 17 augustus  | Righeira        | L'estate sta finendo         |
| 24 augustus  | Righeira        | L'estate sta finendo         |
| 31 augustus  | Madonna         | Into the groove              |
| 7 september  | Madonna         | Into the groove              |
| 14 september | Madonna         | Into the groove              |
| 21 september | Madonna         | Into the groove              |
| 28 september | Madonna         | Into the groove              |
| 5 oktober    | Madonna         | Into the groove              |
| 12 oktober   | Madonna         | Into the groove              |
| 19 oktober   | Madonna         | Into the groove              |
| 26 oktober   | Madonna         | Into the groove              |
| 2 november   | Madonna         | Into the groove              |
| 9 november   | Madonna         | Into the groove              |
| 16 november  | Simple Minds    | Alive & kicking              |
| 23 november  | Arcadia         | Election day                 |
| 30 november  | Arcadia         | Election day                 |
| 7 december   | Arcadia         | Election day                 |
| 14 december  | Arcadia         | Election day                 |
| 21 december  | Arcadia         | Election day                 |
| 28 december  | Arcadia         | Election day                 |